# حيوانات أستراليا
أستراليا لديها أكثر الأنواع المتوطنة المعروفة حاليًا لأي قارة آخرى. سبعة وثمانين في المائة من الثدييات أستراليا هي المستوطنة، وكذلك ما يقرب من 45 في المائة من الطيور، و86 في المائة من النباتات الوعائية 93 في المائة من الزواحف و94 في المائة من البرمائيات. تم العثور على هذه المستويات المرتفعة من التوطن ليس فقط في البئية الأرضية، أذ يقدر بـ600 نوعًا من الأسماك الساحلية في المنطقة المعتدلة الجنوبية (المياه البحرية غير الاستوائية)، وحوالي 85% توجد فقط في المياه الأسترالية.

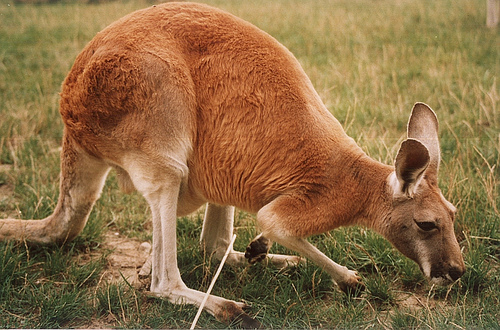
كنغر أحمر

تضم أستراليا عددًا من الأصناف الحيوانية التي اختفت منذ زمن بعيد جدًا من بقية أنحاء العالم، فبعض القشريات والأسماك التي تعيش في أستراليا اليوم غير معروفة في أوروبا، والمتحجرات ترجع إلى العصر الجوراسي. وتنفرد أستراليا من بين مناطق العالم بكونها موطن الثدييات الدنيا كوحيدات المسلك والجرابيات التي اختفت من أوروبا منذ بداية الحقب الجيولوجي الثالث. مثل خلد الماء الذي يرضع صغاره، ومثل الكنغر الذي تولد صغاره قبل أن تتم مدة الحمل وتستكمل نموها داخل الكيس البطني الذي تملكه الأم. أستراليا تعد موطنًا لأثنين من خمسة أنواع موجودة معروفة من الكظاميات ولديها العديد من الأنواع السامة، والتي تشمل خلدان الماء، العناكب، العقارب، الأخابيط، قناديل البحر، الرخويات، أسماك الحجر، وأسماك الرقيطة. ولديها أيضًا أكثر الأنواع غير السامة من الثعابين.

## التنوع الأحيائي
أستراليا لديها مجموعة متنوعة من الموائل المائية التي تترواح من البحيرات المالحة المحظة والعذبة، وجدت في المناظر الطبيعية القاحلة وشبه القاحلة (مثل بحيرة إيري)، إلى مستنقعات الطحالب من جبال الألب الأسترالية وتشمل الممرات المائية والبحيرات والمستنقعات، والكارستية الجوفية. يعيش العديد من الأنواع المختلفة من النباتات والطحالب والبكتيريا واللافقاريات (مثل الحشرات والديدان والرخويات والقشريات)، والأسماك والضفادع والزواحف والطيور والثدييات في البيئة المائية في أستراليا. بعض هذه الأنواع تعيش دورة حياتها في الماء وبعضها الآخر تقضي جزء من دروة حياتها بالقرب من الماء. بسبب العزلة الجغرافية لأستراليا، فإن كثيرًا من الأنواع المائية هي مستوطنة وتشمل الأنواع التي كانت موجودة باستمرار في أستراليا منذ ملايين السنين (مثل الروبيان من الروبيانيات الملتحمة (فوق رتبة) واليعسوب من البتليات (فصيلة), الأسماك الرئوية والسمندل). وقد حددت الدراسات للتنوع الأحيائي للمياه العذبة في أستراليا من احتمال ارتفاع مستويات التوطن المحلية، ومجموعات من الأنواع والسلالات التي يصعب فصلها على الخصائص الفيزيائية (مثل الروبيان)، وبعض الأنواع من ذات التوزيع المحدود (ضفادع تيار الجبل، جراد البحر، وبعض الأنواع من اليعسوب). وهذا يعني أن هناك احتمالًا أن تكون الأنواع المائية في أستراليا حاليًا أكثر مما هو موجود.

## الأصل والتاريخ

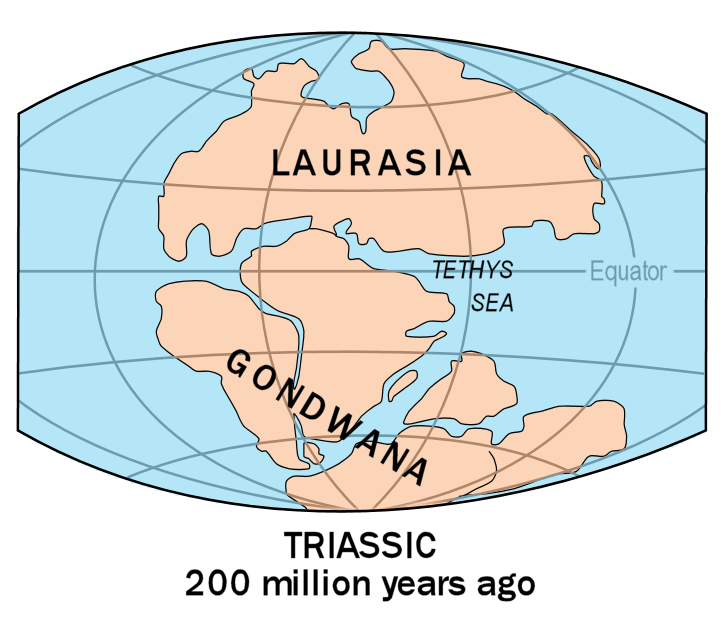
تشير الأدلة إلى أن أستراليا كانت جزءًا من القارة العظمى غندوانا

ساعدت الأحداث الجيولوجية والمناخية على جعل حيوانات أستراليا فريدة من نوعها. كانت أستراليا ذات يوم جزءًا من شبه القارة الجنوبية غندوانا، والتي ضمّت أيضًا أمريكا الجنوبية وأفريقيا والهند والقارة القطبية الجنوبية. بدأت غندوانا في التفكك منذ 140 مليون سنة؛ انفصلت أستراليا عن القارة القطبية الجنوبية منذ 50 مليون سنة وكانت معزولة نسبيًا حتى اصطدام الصفيحة الهندية الأسترالية بآسيا في العصر الميوسيني. يُعتقد أن وجود وتطور الحيوانات الحالية قد تأثر بالمناخ الفريد وجيولوجيا القارة. مع انجراف أستراليا، كانت - إلى حد ما - معزولة عن تأثيرات تغير المناخ العالمي. نجت الحيوانات الفريدة التي نشأت في غندوانا، مثل الجرابيات ، وتكيفت في أستراليا.
بعد العصر الميوسيني، تمكنت الحيوانات ذات الأصل الآسيوي من إثبات وجودها في أستراليا. يمثل خط والاس - الخط الافتراضي الذي يفصل بين مناطق جغرافية الحيوان في آسيا وأستراليا - الحدود التكتونية بين الصفائح الأوراسية والإندو-أسترالية. حالت هذه الحدود القارية دون تكوين الجسور البرية وأسفرت عن توزيع حيواني مميز ، مع تداخل محدود، لمعظم الحيوانات الآسيوية والأسترالية، باستثناء الطيور. بعد ظهور التيار القطبي في منتصف العصر الأوليغوسين، أصبح المناخ الأسترالي جافًا بشكل متزايد، مما أدى إلى ظهور مجموعة متنوعة من الكائنات القاحلة المتخصصة، تمامًا كما أدت المناطق المدارية الرطبة والرطبة الموسمية إلى ظهور الأنواع الخاصة بهم التي تتكيف بشكل فريد.

## الطيور

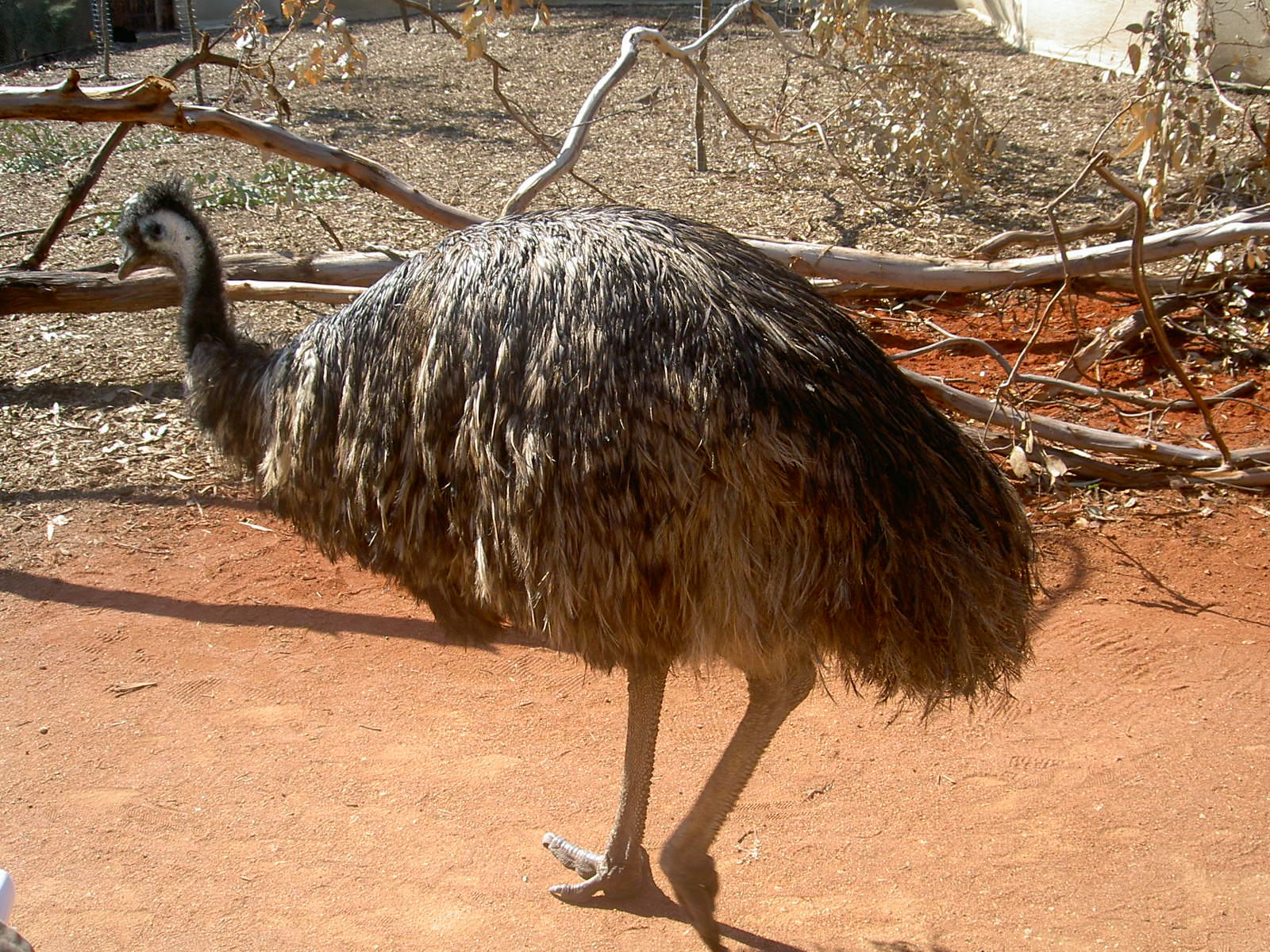
طائر الإيمو

أستراليا هي موطن لنحو 800 نوع من الطيور. حوالي 350 من هذه الأنواع متوطنة في المنطقة الجغرافية التي تغطي أستراليا وغينيا الجديدة ونيوزيلندا. السجل الأحفوري للطيور في أستراليا غير مكتمل؛ ومع ذلك، هناك سجلات من أسلاف الأنواع المعاصرة في وقت مبكر من فترة أوليغوسين المتأخرة. الطيور التي لها تاريخ غوندوانان تشمل النعاميات (إيمو وشبنم الجنوبي)، والشقبانية (ماليفول، بروش الرومي)، ومجموعة ضخمة من الببغاوات المتوطنة، من رتبة بسيتاسيفورمز. الببغاوات الأسترالية تشكل سادس الببغاوات في العالم، بما في ذلك العديد من الببغاوات كوكاتو ببغاء ذو عرف والجلاس. وكوكوبارا هو أكبر أنواع عائلة الرفرافة، والمعروفة بصوتها، والذي يبدو بشكل غير عادي مثل صوت عال، مرددًا الضحك البشري.

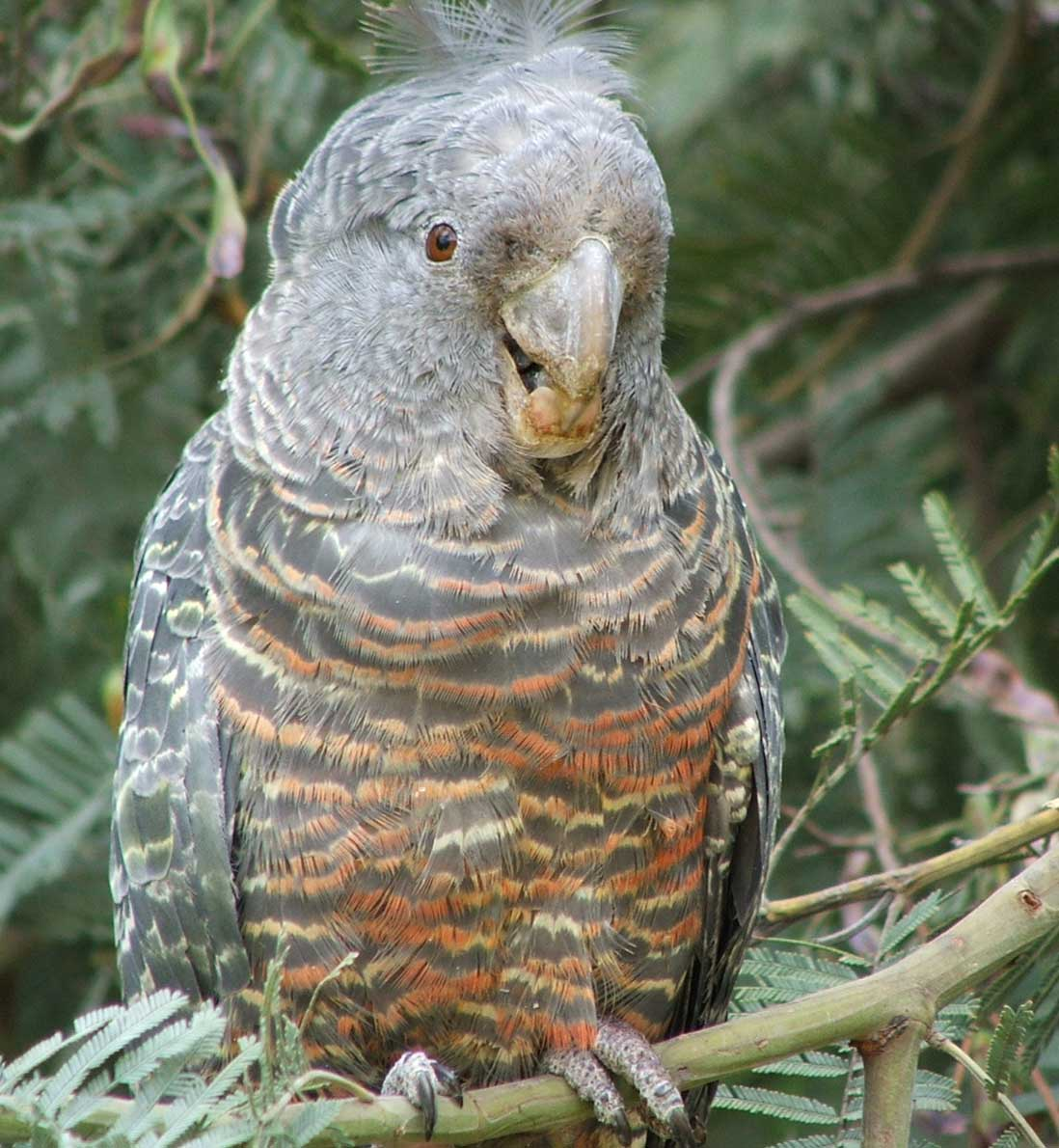
أُنثى بغبغاء جانج جانج كوكاتو

أما رتب الطيور الأسترالية، التي تعرف أيضا باسم الطيور المغردة أو الطيور الجيرية، فتشمل النمنمة، الروبن الأسترالي، ومجموعة أرتاميداي، وعصفور الأكانثيزا، وفصيلة باردالوتس أو زقزقة، وعائلة آكلات العسل، وعائلة تريكريبر الأسترالي، طائر القيثارة، وطائر الجنة. وفصيلة الطيور التعريشة. وقد جذب طائر الساتان الصغير اهتمام علماء النفس التطوري.
يعيش حوالي 200 نوع من الطيور البحرية على الساحل الأسترالي، بما في ذلك العديد من أنواع الطيور البحرية المهاجرة. تقع أستراليا في الطرف الجنوبي لمسار شرق آسيا - أستراليا لهجرة الطيور المائية، والذي يمتد من أقصى شرق روسيا وألاسكا عبر جنوب شرق آسيا إلى أستراليا ونيوزيلندا. يسافر حوالي مليوني طائر على هذا المسار ذهابًا وإيابًا إلى أستراليا كل عام. أحد الطيور البحرية الكبيرة الشائعة جدًا هو البجع الأسترالي، والذي يمكن العثور عليه في معظم المجاري المائية في أستراليا. البطريق الأزرق الصغير الأسترالي هو النوع الوحيد من البطاريق الذي يتكاثر في البر الرئيسي لأستراليا.

## الثدييات

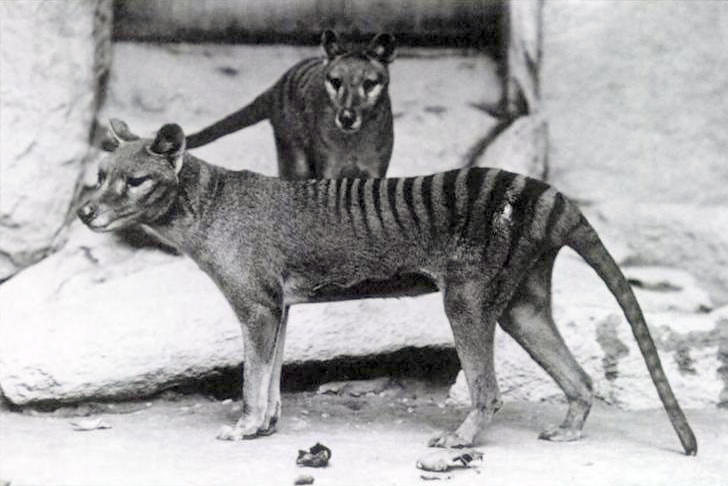
النمر التسماني المنقرض منذ 1935

تمتلك أستراليا تاريخًا أحفوريًا ثريًا للثدييات، فضلاً عن مجموعة متنوعة من أنواع الثدييات الحية، التي تهيمن عليها الجرابيات، ومع ذلك توجد حاليًا بحوث تصنيفية محدودة في الثدييات الأسترالية. يظهر سجل الحفريات أن أحاديات التريوت موجودة في أستراليا منذ أوائل العصر الطباشيري 145-99 مليون سنة مضت، وأن الشقبانيات والثدييات المشيمية يرجع تاريخها إلى عصر الإيوسين منذ 56–34 مليون سنة مضت، عندما ظهرت الثدييات الحديثة لأول مرة في السجل الأحفوري. على الرغم من أن الجرابيات الأرضية والثدييات المشيمية قد تعايشت في أستراليا في العصر الأيوسيني، إلا أن الجرابيات قد نجت إلى الحاضر. جعلت الثدييات المشيمية غير الجارحة ظهرت مرة أخرى في أستراليا في عصر الميوسين، عندما اقتربت أستراليا من إندونيسيا، وبدأت القوارض تظهر بشكل موثوق في السجل الأحفوري. تطورت الجرابيات لملء مناطق بيئية محددة، وفي كثير من الحالات تشبه جسديًا الثدييات المشيمية في أوراسيا وأمريكا الشمالية التي تشغل مناطق مماثلة، وهي ظاهرة تعرف بالتطور المتقارب. على سبيل المثال، الحيوان المفترس الأعلى في أستراليا، النمر التسماني، يشبه الكلبيات مثل الذئب الرمادي.

### الكظاميات والجرابيات
يوجد في أستراليا نوعان من أنواع الكظاميات الخمسة: خلد الماء وإيكيدنا قصير المنقار .
أستراليا لديها أكبر مجموعة متنوعة من الجرابيات في العالم. تتميز الجرابيات بوجود كيس يربي فيه صغارهن بعد الولادة. توجد عائلتان من الجرابيات آكلة اللحوم - دصيوريات الشكل - : دصيوريات تضم 51 نوعًا، وعائلة أخرى تضم حيوان النمبات فقط كنوع وحيد على قيد الحياة. كان النمر التسماني أكبر أنواع الدصيوريات لكنه انقرض، وآخر فرد من عائلة الببور التسمانية مات في الأسر في عام 1936. أكبر الجرابيات الآكلة للحوم في العالم الشيطان التسماني (بحجم كلب صغير) انقرض في البر الرئيسي لأستراليا ويوجد الآن فقط في جزيرة تسمانيا.
هناك أربعة أنواع من الكوال، أو "القط الأصلي"، وجميعها أنواع مهددة بالانقراض. يُعتقد أن الكوال الشرقي، على سبيل المثال، قد انقرض في البر الرئيسي منذ الستينيات، على الرغم من وجود جهود لإعادة إدخاله إلى البر الرئيسي. يُشار إلى بقية الدصيوريات باسم "فئران جرابية"؛ يزن معظمها أقل من 100 جرام. يوجد نوعان من الطوبين الجرابي — من رتبة طوبينيات جرابية — يعيشان في صحاري غرب أستراليا. هذه المخلوقات اللاحمة النادرة والعمياء والصماء تقضي معظم وقتها تحت الأرض؛ ولا يُعرف عنها الكثير.

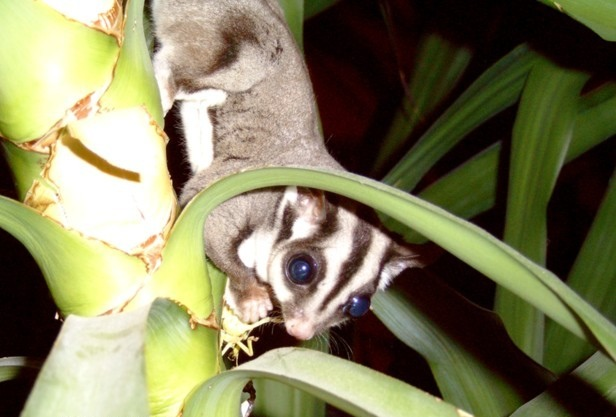
أبوسوم قندي طيار

البندقوط والبلبي — من رتبة بندقوطيات الشكل — حيوانات جرابية قارتة. يوجد سبعة أنواع منها باقية في أستراليا، معظمها مهدد بالانقراض. تشترك هذه المخلوقات الصغيرة في العديد من الخصائص الفيزيائية المميزة:أجسامها ممتلئة ومقوسة الظهر مع خطم طويل ومدبب بدقة، وآذان كبيرة منتصبة، وأرجل طويلة ونحيلة، وذيل نحيل. الأصل التطوري لهذه المجموعة غير واضح، لأنها تشترك في خصائص من كل من الجرابيات اللاحمة والعاشبة.

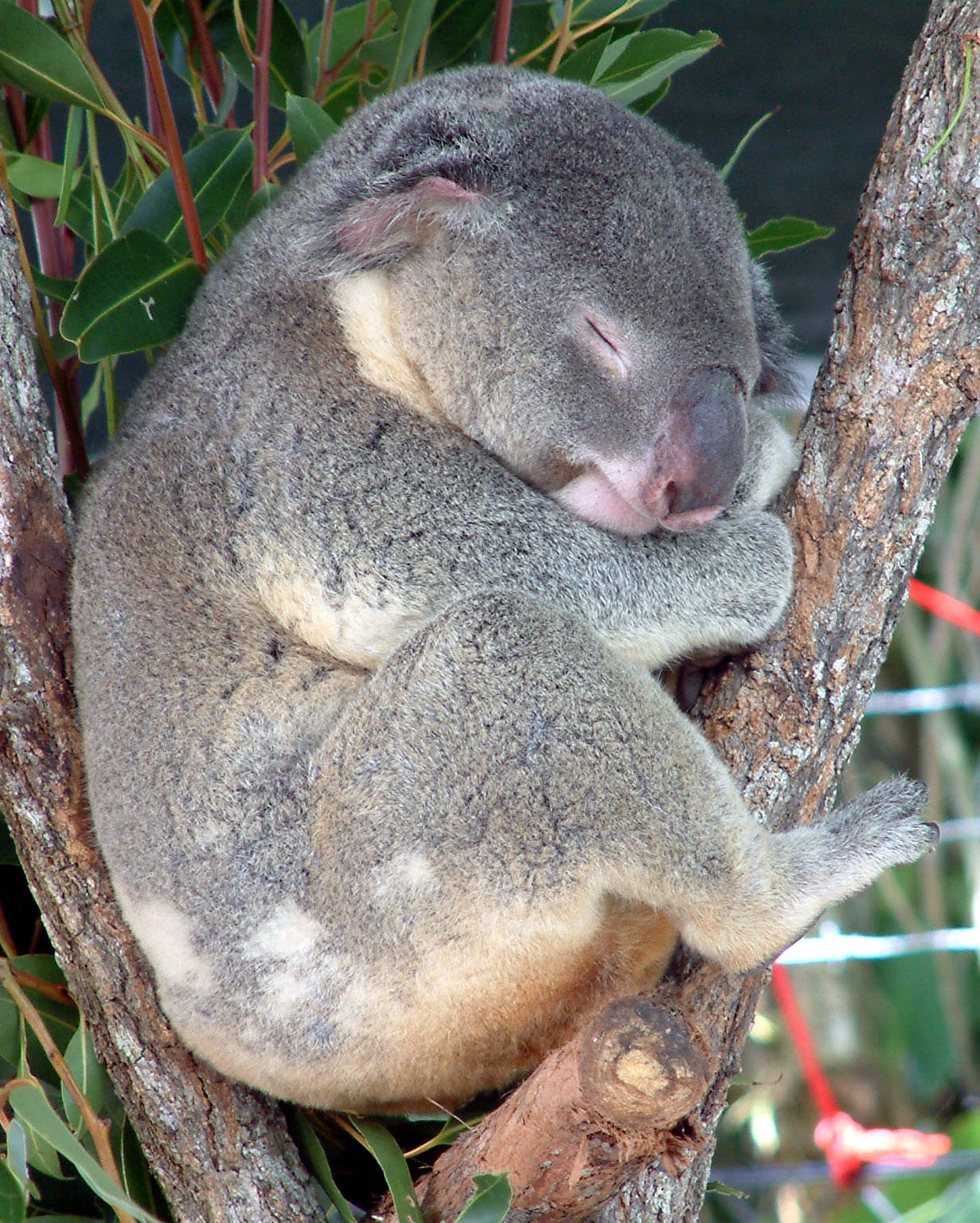
الكوالا لا تحتاج عادةً للشرب، لأنها تستطيع الحصول على كل الرطوبة التي تحتاجها عن طريق أكل الأوراق.

تصنف الجرابيات ذات السنين الأماميين السفليين (ثنائية المقدمة) والمتلاصقة الأصابع في رتبة ثنائيات الأسنان الأمامية (Diprotodontia)، وتنقسم كذلك إلى رتب فرعية هي: ومبتيات الشكل، وكنغريات الشكل)، وفلنجريات. تشمل ومبتيات الشكل الكوالا وثلاثة أنواع من الومبتيات. تعتبر الكوالا، وهي من أشهر الجرابيات في أستراليا، نوعًا شجريًا يتغذى على أوراق أنواع مختلفة من الأوكالبتوس. أما الومبتيات، فتيعيش على الأرض وتتتغذى على الأعشاب والسعادي والجذور. تستخدم الومبتيات أسنانها الأمامية القوية ومخالبها القوية لحفر أنظمة جحور واسعة؛ وهي حيوانات تنشط بشكل رئيسي في فترتي الغسق والفجر والليل.
تضم رتيبة الفلنجرية (Phalangerida) ست فصائل و26 نوعًا من الأبسوم وثلاث فصائل تضم 53 نوعًا من الكنغريات. الأبسوم هي مجموعة متنوعة من الجرابيات الشجرية وتختلف في الحجم من الأبسوم القزم التسماني، الذي يزن 7 جرامات فقط، إلى أبسوم كث الذيل وأبسوم حلقي الذيل الشائع بحجم القط. يعتبر السنجاب الطيار وأبوسوم قندي طيار من الأنواع الشائعة من الأبسوم الطائر، وتوجد في غابات الأكالبتوس في شرق أستراليا، بينما يعتبر الأبسوم الطائر ريشي الذيل أصغر أنواع الأبسوم الطائر. تمتلك الأبسومات الطائرة أغشية تسمى "الغشاء الجناحي" تمتد من الإصبع الخامس في طرفها الأمامي إلى الإصبع الأول في قدمها الخلفي. تسمح لها هذه الأغشية، عند فردها، بالانزلاق بين الأشجار.
تنقسم الكناغر إلى ثلاث فصائل:كناغر جرذية مسكية، والتي لا تضم سوى الكنغر الجرذي المسكي وهو عضو وحيد فيها؛ والبوطورات، التي تضم 11 نوعًا؛ والكنغريات، التي تضم 45 نوعًا. توجد الكناغر في جميع البيئات الأسترالية باستثناء المناطق الألبية. تشمل البوطورات والبطونقات، والبوطور والكنغر الجرذي، وهي أنواع صغيرة تبني أعشاشًا وتحمل مواد نباتية بأذيالها. تشمل الكنغريات الكناغر والولب والأنواع المرتبطة بها؛ ويختلف الحجم اختلافًا كبيرًا داخل هذه الفصيلة. معظم الكناغر لها أرجل خلفية كبيرة وأقدام خلفية طويلة وضيقة، مع ترتيب مميز لأربعة أصابع، وذيول عضلية قوية تستخدمها للقفز. الكنغر الجرذي المسكي هو أصغر الكناغر والنوع الوحيد الذي يمشي على أربع وليس على اثنتين، بينما ذكر الكنغر الأحمر هو الأكبر، حيث يصل ارتفاعه إلى قرابة مترين ويزن ما يصل إلى 85 كيلوغرامًا.

## البرمائيات والزواحف

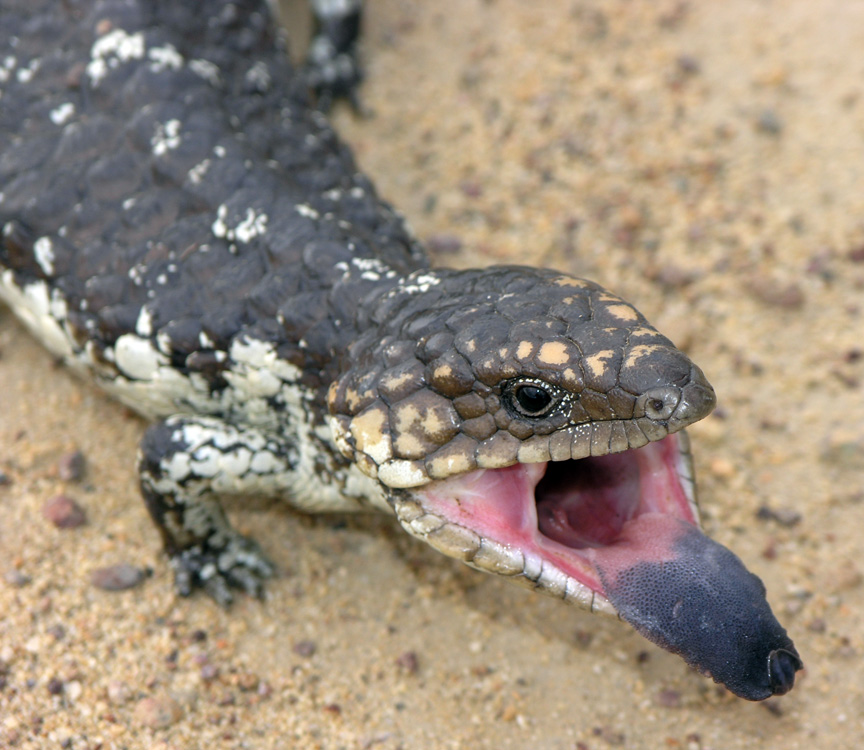
تعتبر السحالي زرقاء اللسان من بين أكبر أنواع السقنقور.

يوجد في أستراليا أربع عائلات من الضفادع المحلية وواحد من الضفادع (العلاجم) المستقدمة وهو علجوم القصب الذي تم استقدامه في سنة 1935 في محاولة فاشلة لمكافحة الآفات في محاصيل قصب السكر، ومنذ ذلك الحين أصبح من الآفات المدمرة وانتشر في جميع أنحاء شمال أستراليا. بالإضافة إلى تنافسه على الغذاء مع الحشرات الأخرى، يفرز ضفدع القصب سمًا يؤذي الإنسان والحيوانات، تعد الضفادع الأرضية الأسترالية، أو الضفادع الجنوبية، أكبر مجموعة من الضفادع في أستراليا، مع 112 نوعًا مصنفة من 17 إلى 22 جنسًا. أحد الأنواع في هذه المجموعة هو الضفدع الكوربوري الملون والمعرض للانقراض. ضفادع الأشجار، من عائلة الشرغوفيات، شائعة في مناطق هطول الأمطار الغزيرة على السواحل الشمالية والشرقية. هناك 77 نوعًا أستراليًا من ثلاثة أجناس.[بحاجة لمصدر] هناك نوع واحد من مجموعة الضفادع الأكثر انتشارًا في العالم وهي عائلة الضفادع المشاطئة التي توجد فقط في غابات كوينزلاند المطيرة. كما هو الحال في أي مكان آخر، كان هناك انخفاض حاد في أعداد الضفادع في أستراليا في السنوات الأخيرة. على الرغم من أن الأسباب الكاملة للانخفاض غير مؤكدة، إلا أنه يمكن أن يُعزى جزئيًا على الأقل إلى داء الفطريات. قد يكون من الأسباب الرئيسية الأخرى للانخفاض، كما تظهر الأبحاث، أن الأنواع من نصف الكرة الجنوبي يعود وجودها إلى 4.6 مليون سنة، مقارنة بمتوسط 2.9 مليون سنة في نصف الكرة الشمالي: يعتقد الباحثون أن هذا الاختلاف في العمر يرجع إلى العصور الجليدية الشديدة في نصف الكرة الشمالي، والتي قد تكون تسببت في دفع الأنواع القديمة إلى الانقراض.

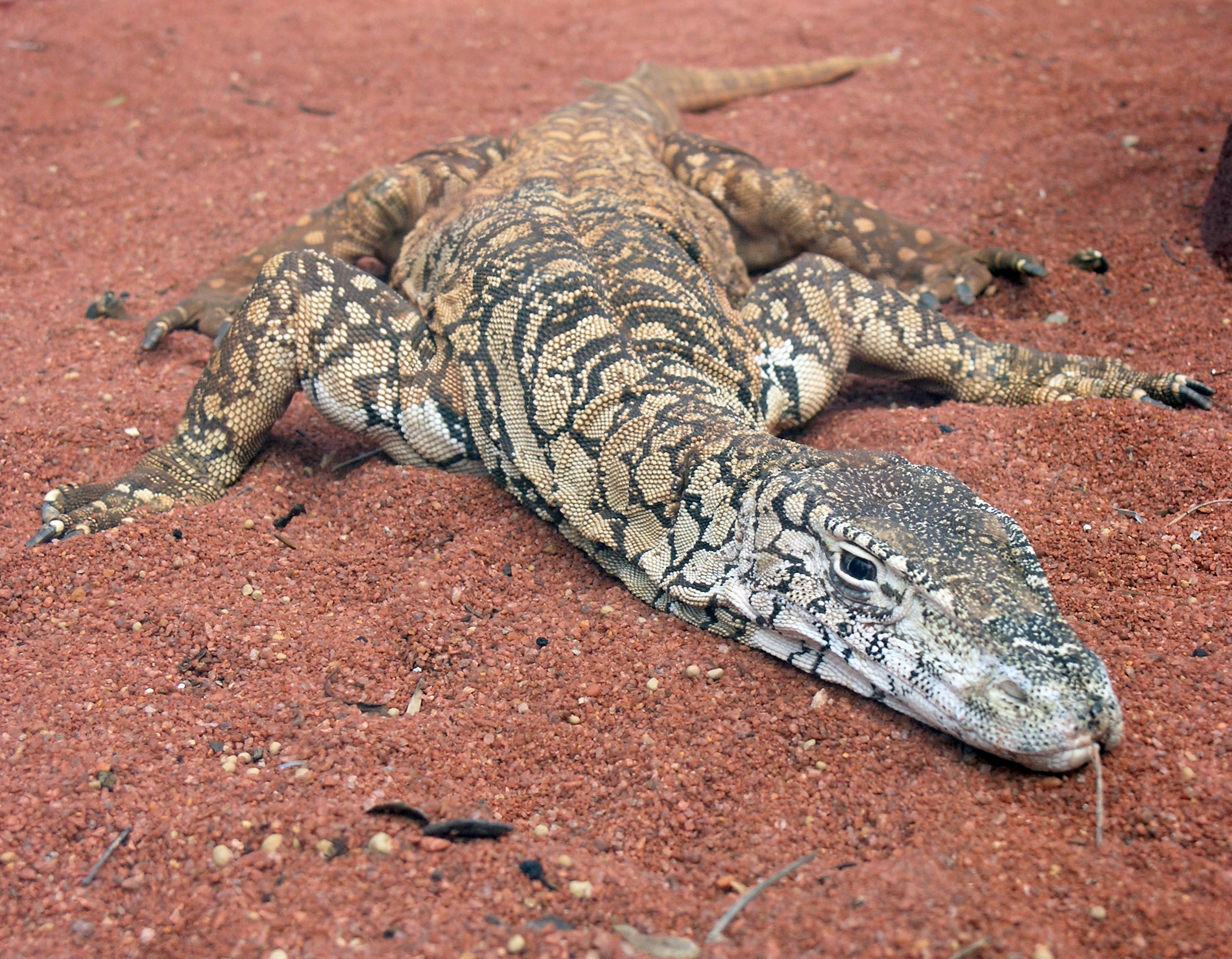
هناك 30 نوعًا من الغوانا في أستراليا.

يوجد في أستراليا نوعان من التماسيح: تمساح المياه المالحة، هو أكبر أنواع التماسيح الحية بطول يصل إلى أكثر من 7 أمتار، ويزن أكثر من 100 كيلوجرام ويعتبر من الحيوانات الخطرة على الإنسان، يعيش تمساح المياه المالحة في الساحل وفي أنهار المياه العذبة والأراضي الرطبة في شمال أستراليا. النوع الثاني: تماسيح المياه العذبة يوجد في شمال أستراليا فقط ولا يعد خطرًا على البشر.
يزور الساحل الأسترالي ستة أنواع من السلاحف البحرية: السلاحف مسطحة الظهر البحرية، السلحفاة البحرية الخضراء، اللجأة صقرية المنقار، لجأة ردلي الزيتونية، سلحفاة المحيط جلدية الظهر. هناك 35 نوعًا من سلاحف المياه العذبة الأسترالية من ثمانية أجناس من عائلة السلاحف العنقودية. السلحفاة ذات أنف الخنزير هي السلحفاة الأسترالية الوحيدة التي ليست من تلك العائلة. أستراليا هي القارة الوحيدة التي لا توجد فيها أنواع حية من السلاحف البرية السلاحف البرية وأشباهها إلى جانب القارة القطبية الجنوبية.
تنتمي الثعابين الأسترالية إلى سبع عائلات. وتشمل بعض الأنواع الأكثر سميّة بين الثعابين، مثل الأفعى الشرسة، الأفعى البنية الشرقية، وأفعى النمر من عائلة العرابيد. من بين 200 نوع من العرابيد، يوجد 106 نوع في أستراليا و 86 نوع موجود فقط في أستراليا.  يعيش 33 ثعبانًا بحريًا من عائلة الغيدقاوات في المياه الشمالية لأستراليا والكثير منها سام للغاية. يوجد نوعان من ثعابين البحر من عائلة أكروخوردوس أيضًا في المياه الأسترالية. يوجد في أستراليا 11 نوعًا فقط من عائلة الثعابين الأكثر انتشارًا في العالم وهي الحنشيات؛ ولا يعتبر أي منها متوطنًا كونهم قد أتوا من آسيا منذ فترة حديثة نسبيًا. هناك 15 نوعًا من الحفائيات و 45 نوعًا من الأفاعي العمياء الآكلة للحشرات.
يوجد أكثر من 700 نوع من السحالي في أستراليا من خمس عائلات. يوجد أكثر من 130 نوعًا من 20 جنسًا من الوزغة الموجودة في جميع أنحاء القارة الأسترالية. كما توجد السحالي عديمة السيقان وهي فصيلة متوطنة من السحالي عديمة الأطراف. يوجد من الحرذونيات أو سحالي التنين 70 نوعًا من 14 جنسًا، بما في ذلك الشيطان الشائك وسحلية هدب العنق. هناك 30 نوعًا من الورل، ويوجد حوالي 450 نوعًا من فصيلة السقنقورية من أكثر من 40 جنسًا، والتي تضم أكثر من نصف عدد السحالي الأسترالية، ومنها السحالي زرقاء اللسان.

## الأسماك

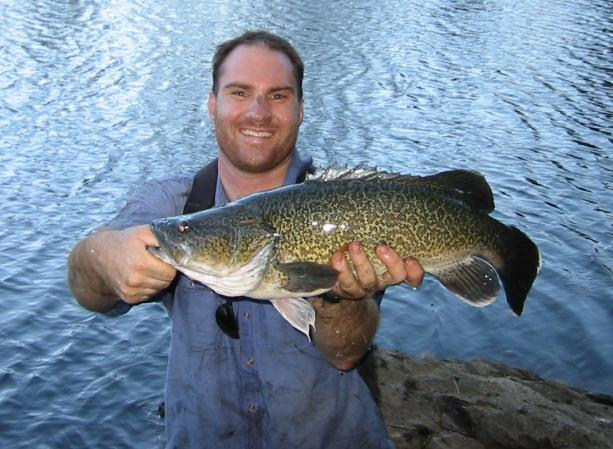
قد موراي هي أكبر الأسماك العظمية التي تعيش في المياه العذبة في أستراليا.

يعيش أكثر من 5000 نوع من الأسماك في مجاري المياه في أستراليا؛ ومن بين هذه الأنواع، 24% منها متوطنة. ومع ذلك، وبسبب الندرة النسبية لمجاري المياه العذبة، لا يوجد في أستراليا سوى حوالي 300 نوع من أسماك المياه العذبة. هناك فصيلتان من أسماك المياه العذبة لهما أصول قديمة:أسماك الأرواناوات أو عظماوات اللسان،وسمك رئوي كوينزلاندي. السمكة الرئوية الكوينزلاندية هي الأكثر بدائية بين الأسماك الرئوية، حيث تطورت قبل انفصال أستراليا عن غندوانا. أحد أصغر أسماك المياه العذبة، والتي توجد في جنوب غرب أستراليا الغربية، هي سمكة السلمندر، والتي يمكنها البقاء على قيد الحياة في موسم الجفاف عن طريق طمر نفسها في الطين. تشمل الفصائل الأخرى ذات الأصل الغندواني المحتمل Retropinnidae وGalaxiidae وAplochitonidae وPercichthyidae. وبصرف النظر عن الأنواع القديمة التي تعيش في المياه العذبة، فإن 70% من أسماك المياه العذبة في أستراليا لها صلة بالأنواع البحرية الاستوائية في المحيطين الهندي والهادئ التي تكيفت مع المياه العذبة. وتشمل هذه الأنواع جلكيات المياه العذبة، والصابوغيات، والسلور المرجاني، وأسماك قوس قزح، ونحو 50 نوعًا الراقوديات، بما في ذلك سمك القد النائم. وتشمل أسماك الصيد المحلية في المياه العذبة البرمون الشائع.، وسمك قد موراي، والفرخ الذهبي. عُثر على نوعين من أسماك القرش المهددة بالانقراض في المياه العذبة في الإقليم الشمالي.

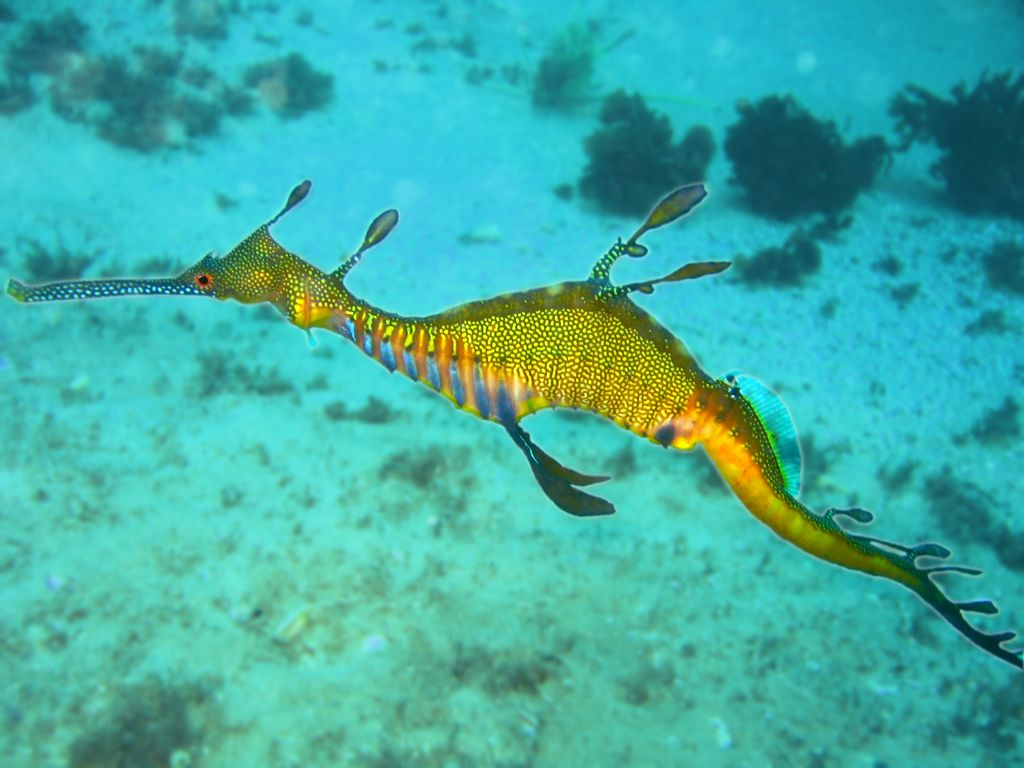
عُثر على تنين البحر العشبي، وهي سمكة قريبة من أسماك زمارات البحر، في المياه المحيطة بجنوب أستراليا.

أُدخلت العديد من أنواع الأسماك الغريبة التي تعيش في المياه العذبة، بما في ذلك سمك السلمون البني، وسمك سلمون الينابيع وسمك سلمون قوس قزح، وسمك السلمون الأطلسي، وسمك سلمون شينوك، وسمك الفرخ الأوروبي، وسمك الشبوط الشائع، وسمك البعوض، إلى المجاري المائية الأسترالية. سمك البعوض هو نوع عدواني معروف بمضايقة لأسماك الزعنفية الأخرى وعضها. وقد ارتبط بانحدار وإبادة العديد من أنواع الأسماك المحلية الصغيرة. كان لسمك سلمون الينابيع المستورد تأثيرات سلبية خطيرة على عدد من أنواع سماك المرتفعات المحلية بما في ذلك سمك القد المرقط، وسمك فرخ ماكواري، وسمك الجلاكسيا الجبلي، فضلاً عن حيوانات المرتفعات الأخرى مثل ضفدع الشجر المرقط. يرتبط سمك الشبوط الشائع بقوة بالخسارة الهائلة في الأعشاب المائية، وانحدار أنواع الأسماك المحلية الصغيرة، وارتفاع مستويات العكارة بشكل دائم في حوض موراي دارلينج في جنوب غرب أستراليا.
معظم أنواع الأسماك في أستراليا بحرية، ويعيش 75% منها في بيئات بحرية استوائية. ويرجع هذا جزئيًا إلى المساحة البحرية الضخمة لأستراليا، والتي تغطي 9 ملايين كيلومتر مربع. وتشمل مجموعات الاهتمام ثعابين موراي وسمك السنجاب، بالإضافة إلى الأسماك الأنبوبية وأفراس البحر، حيث يحتضن ذكورها بيض شريكها في كيس خاص. يوجد 80 نوعًا من أسماك الهامور في المياه الأسترالية، بما في ذلك واحدة من أكبر الأسماك العظمية في العالم، الهامور العملاق، الذي يمكن أن ينمو إلى 2.7 متر ويصل وزنه إلى 400 كجم. تعد أسماك الشيميات، وهي مجموعة من 50 نوعًا من الأسماك الفضية المروضة، وسمك القجاج الأسترالي من الأنواع الشائعة للصيد التجاري. يدعم الحاجز المرجاني العظيم مجموعة كبيرة ومتنوعة من أسماك الشعاب المرجانية الصغيرة والمتوسطة الحجم، بما في ذلك سمكة الآنسة، وسمكة الفراشة، وسمكة الملاك، وسمكة القوبيون، وأسماك اللحلحيات، وأسماك الكيدميات، وسمكة الزناد وأسماك الجراحيات. هناك العديد من الأسماك السامة، من بينها العديد من أنواع الأسماك الحجرية وأسماك الينفوخية وسمكة التنين الحمراء، وكلها تحتوي على سموم يمكن أن تقتل البشر. هناك 11 نوعًا سامًا من سمك الرقيطة اللساعة، أكبرها هو سمك الرقيطة قصيرة الذيل. تعد أسماك العقام واحدة من أكبر أنواع أسماك الشعاب المرجانية. ومع ذلك، لا ينبغي تناول أسماك الشعاب المرجانية الكبيرة خوفًا من التسمم بالأسماك المدارية.

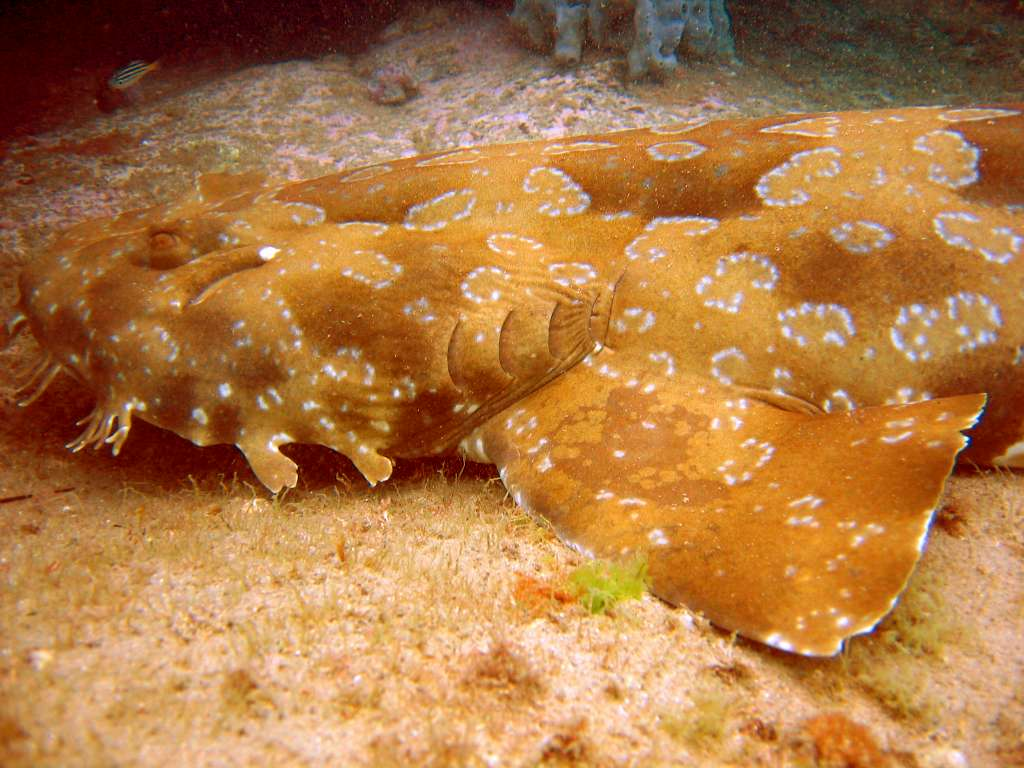
يُعد القرش الملون المرقط أكبر سمكة قرش من نوع القروش الملونة، حيث يصل طوله إلى حوالي 3 m

تعيش أسماك القرش في جميع المياه الساحلية والموائل النهرية على ساحل أستراليا. يوجد 166 نوعًا، بما في ذلك 30 نوعًا من أسماك القرش القداسية، و32 نوعًا من أسماك القرش القطية، وستة أنواع من أسماك القرش الملونة، و40 نوعًا من أسماك القرش كلب البحر. هناك ثلاثة أنواع من فصيلة متباينة الأسنان: قرش ميناء جاكسون، وقرش رأس الثور المزرد ، وقرش رأس الثور المتوج. في عام 2004، كان هناك 12 هجومًا غير مبرر لأسماك القرش في أستراليا، كان اثنان منها مميتًا. تشكل ثلاثة أنواع فقط من أسماك القرش تهديدًا كبيرًا للبشر: قرش الثور، وقرش النمر، والقرش الأبيض الكبير. بعض الشواطئ الشعبية في كوينزلاند ونيوساوث ويلز محمية بشباك القرش، وهي طريقة أدت إلى تقليل أعداد أنواع القروش الخطيرة وغير الضارة من خلال التشابك العرضي. كما أدى الإفراط في صيد أسماك القرش إلى تقليل أعداد أسماك القرش بشكل كبير في المياه الأسترالية، وأصبحت العديد من الأنواع الآن معرضة للخطر. عُثر على سمكة قرش ذات فم ضخم على شاطئ بيرث في عام 1988؛ لا يُعرف سوى القليل جدًا عن هذا النوع، ولكن هذا الاكتشاف قد يشير إلى وجود هذا النوع في المياه الساحلية الأسترالية.

## اللافقاريات
| المجموعة التصنيفية                                    | العدد التقديري للأنواع الموصوفة | العدد الإجمالي التقديري للأنواع في أستراليا |
| ----------------------------------------------------- | ------------------------------- | ------------------------------------------- |
| إسفنجيات                                              | 1,476                           | ~3,500                                      |
| لاسعات                                                | 1,705                           | ~2,200                                      |
| ديدان مسطحة                                           | 1,593                           | ~10,000                                     |
| شائكات الرؤوس                                         | 56                              | ~160                                        |
| ديدان أسطوانية                                        | ~2,060                          | ~30,000                                     |
| رخويات                                                | ~8,700                          | ~12,250                                     |
| حلقيات                                                | 2,192                           | ~4,230                                      |
| حاملات المخالب                                        | 71                              | ~80                                         |
| قشريات                                                | 7,266                           | ~9,500                                      |
| عنكبيات                                               | 6,615                           | ~31,338                                     |
| حشرة                                                  | ~62,000                         | ~205,000                                    |
| شوكيات الجلد                                          | 1,475                           | ~2,000                                      |
| لافقاريات أخرى                                        | ~2,371                          | ~5,015                                      |
| Modified from: Williams et al. 2001 and Chapman, 2009 |                                 |                                             |

من بين ما يقدر بنحو 200,000 نوع من الحيوانات في أستراليا، حوالي 96% منها لافقاريات. في حين أن المدى الكامل لتنوع اللافقاريات غير مؤكد، يعتبر 90% من الحشرات والرخويات مستوطنة. تحتل اللافقاريات العديد من البيئات البيئية المتخصصة وتعتبر مهمة في جميع النظم البيئية ككائنات محللة، وملقحات، ومصادر غذاء. أكبر مجموعة من اللافقاريات هي الحشرات، التي تشكل 75% من أنواع الحيوانات المعروفة في أستراليا. أكثر رتب الحشرات تنوعًا هي رتبة غمديات الأجنحة (Coleoptera)، التي تضم 28,200 نوعًا من الخنافس والسوس، ورتبة حرشفيات الأجنحة (Lepidoptera) التي تضم 20,816 نوعًا بما في ذلك الفراشات والعث، وحوالي 14,800 نوعًا من رتبة غشائيات الأجنحة (Hymenoptera)، بما في ذلك النمل والنحل والدبابير. تضم رتبة ذوات الجناحين (Diptera)، التي تشمل الذباب والبعوض، 7,786 نوعًا. وتضم رتبة نصفيات الأجنحة (Hemiptera)، بما في ذلك البق والمن والنطاطات، 5,650 نوعًا؛ وهناك 2,827 نوعًا من رتبة مستقيمات الأجنحة (Orthoptera)، بما في ذلك الجراد والصراصير والنطاطات طويلة القرون. تشمل الأنواع الدخيلة التي تشكل تهديدًا كبيرًا للأنواع الأصلية الدبور الأوروبي، والنمل الناري الأحمر، والنمل الأصفر المجنون، ونحل العسل الوحشي الذي ينافس النحل الأصلي.

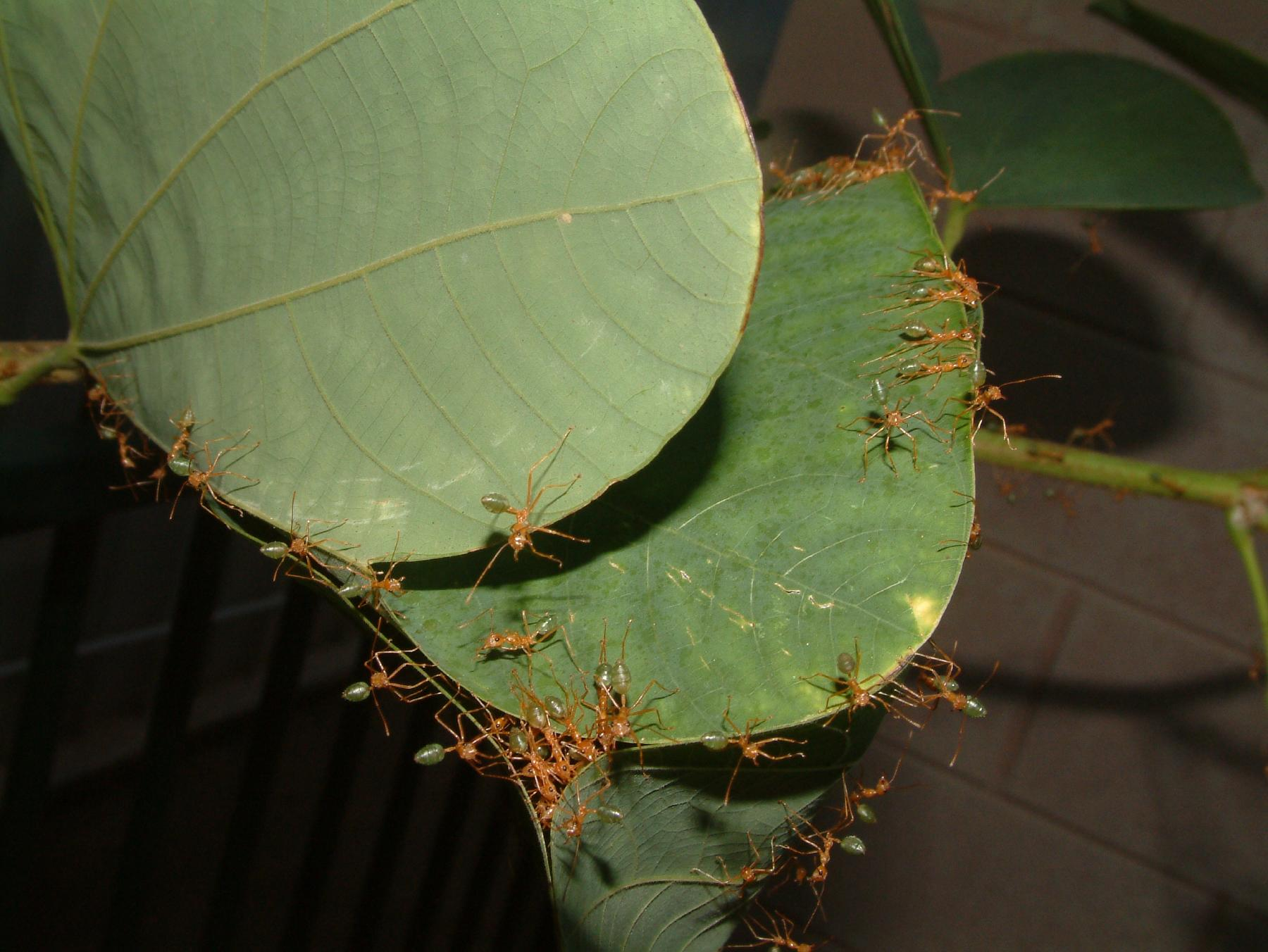
يوجد 1,275 نوعًا ونويعًا موصوفًا من النمل في أستراليا. يوجد هذا النمل الأخضر (ورقي المسكن الزمردي) في المناطق الاستوائية في أستراليا ويبني أعشاشه في الأوراق.

تضم أستراليا مجموعة واسعة من العنكبيات، بما في ذلك 78 فصيلة من العناكب مع 79 نوعًا من العناكب مألوفة بما يكفي لامتلاك أسماء شائعة. هناك العديد من الأنواع شديدة السمية، بما في ذلك عنكبوت سدني ذو الشبكة القمعية سيئ السمعة وأنواع رتيلاء الشكل، والتي يمكن أن تكون لدغاتها قاتلة. كان يُعتقد أن عنكبوت أحمر الظهر قاتل، لكن لدغات أحمر الظهر لم تعد تعتبر مهددة للحياة، حيث يُعتقد أن عدم وقوع وفيات منذ عام 1956 يرجع إلى تطوير مضاد للسم ثبت لاحقًا أنه ليس أفضل من العلاج الوهمي. هناك الآلاف من أنواع العث والقراد من تحت طائفة القراديات. يوجد في أستراليا أيضًا ما لا يقل عن 150 نوعًا من العقارب الكاذبة مع ما يقدر بنحو 550 نوعًا آخر لم الوصف بعد، وما لا يقل عن 17 جنسًا من العقارب تضم 120 نوعًا.
في طائفة قليلات الأشواك التابعة لشعبة الحلقيات، توجد العديد من فصائل الديدان المائية، أما بالنسبة للديدان الأرضية الأصلية: فتشمل فصيلة الديدان الإبريق والديدان الأرضية "الحقيقية" في فصائل الديدان الأرضية الشوكية (Acanthodrilidae) والديدان الأهلاب الثمانية (Octochaetidae) والديدان الضخمة (Megascolecidae). وتشمل الأخيرة أكبر دودة أرضية في العالم، وهي دودة أرضية عملاقة جيبسلاندية، التي لا توجد إلا في جيبسلاند، فيكتوريا. ويبلغ متوسط طولها 80 سم، ولكن عُثر على عينات يصل طولها إلى 3.7 متر.

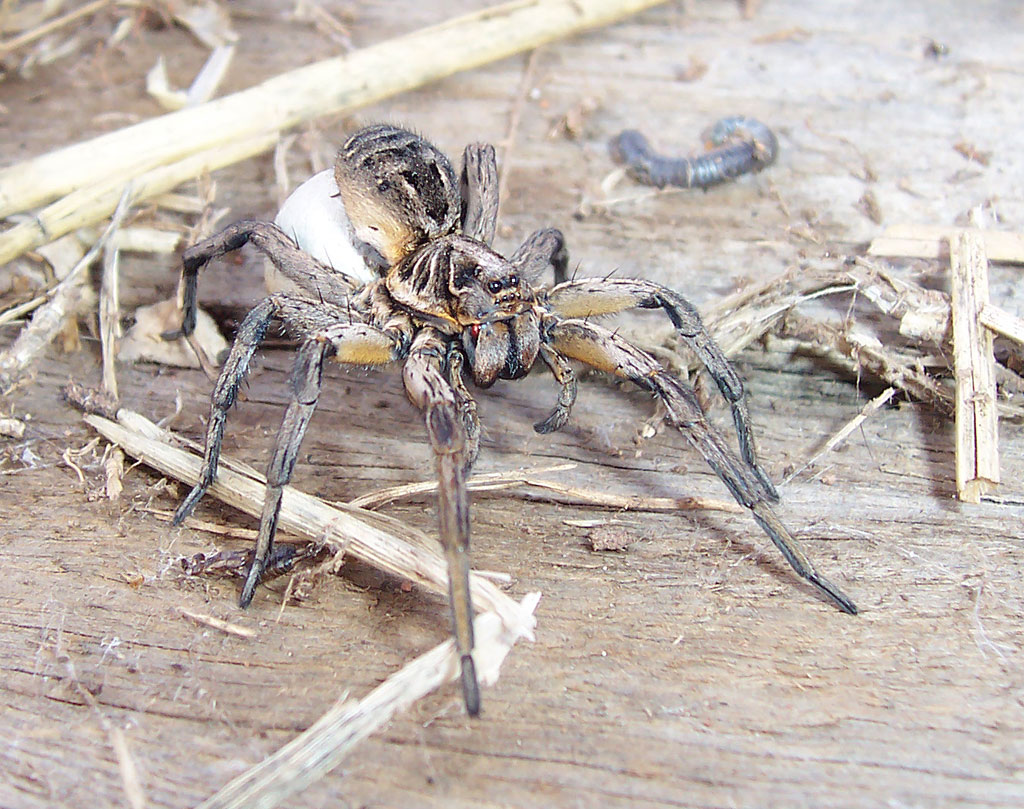
يُعرف العنكبوت الذئبي Lycosa godeffroyi، بانتشاره في مناطق عديدة من أستراليا. وفي هذه الفصيلة من العناكب، تحمل الأنثى كيس البيض الخاص بها..

تضم الفصيلة الكبيرة نظيرات جراد الماء العذب 124 نوعًا من جراد المياه العذبة الأسترالي. وتشمل هذه الفصيلة أصغر جراد مياه عذبة في العالم، وهو جراد المستنقعات، الذي لا يتجاوز طوله 30 ملم، وأكبر جراد مياه عذبة في العالم، وهو جراد الماء العذب العملاق التسماني، الذي يصل طوله إلى 76 سم ووزنه إلى 4.5 كجم. ويشمل جنس شيركسية Cherax المعروف باسم يابي شائع، بالإضافة إلى الأنواع المستزرعة مثل المارون وشيركسية كوينزلاندية. وتوجد في أستراليا أيضًا أنواع من جنس إنغايوسية (Engaeus)، المعروفة باسم جراد الماء العذب البري. وأنواع إنغايوسية ليست مائية تمامًا، لأنها تقضي معظم حياتها في الجحور. يوجد في أستراليا سبعة أنواع من سرطان الماء العذب من جنس ثيلفوسة أسترالية Austrothelphusa. تعيش هذه السرطانات مدفونة في ضفاف المجاري المائية ويمكنها سد جحورها، وتعيش لعدة سنوات من الجفاف. ويعد روبيان الجبال البدائي للغاية للمياه العذبة، والذي لا يوجد إلا في تسمانيا، مجموعة فريدة من نوعها، تشبه الأنواع الموجودة في السجل الأحفوري منذ 200 مليون سنة.

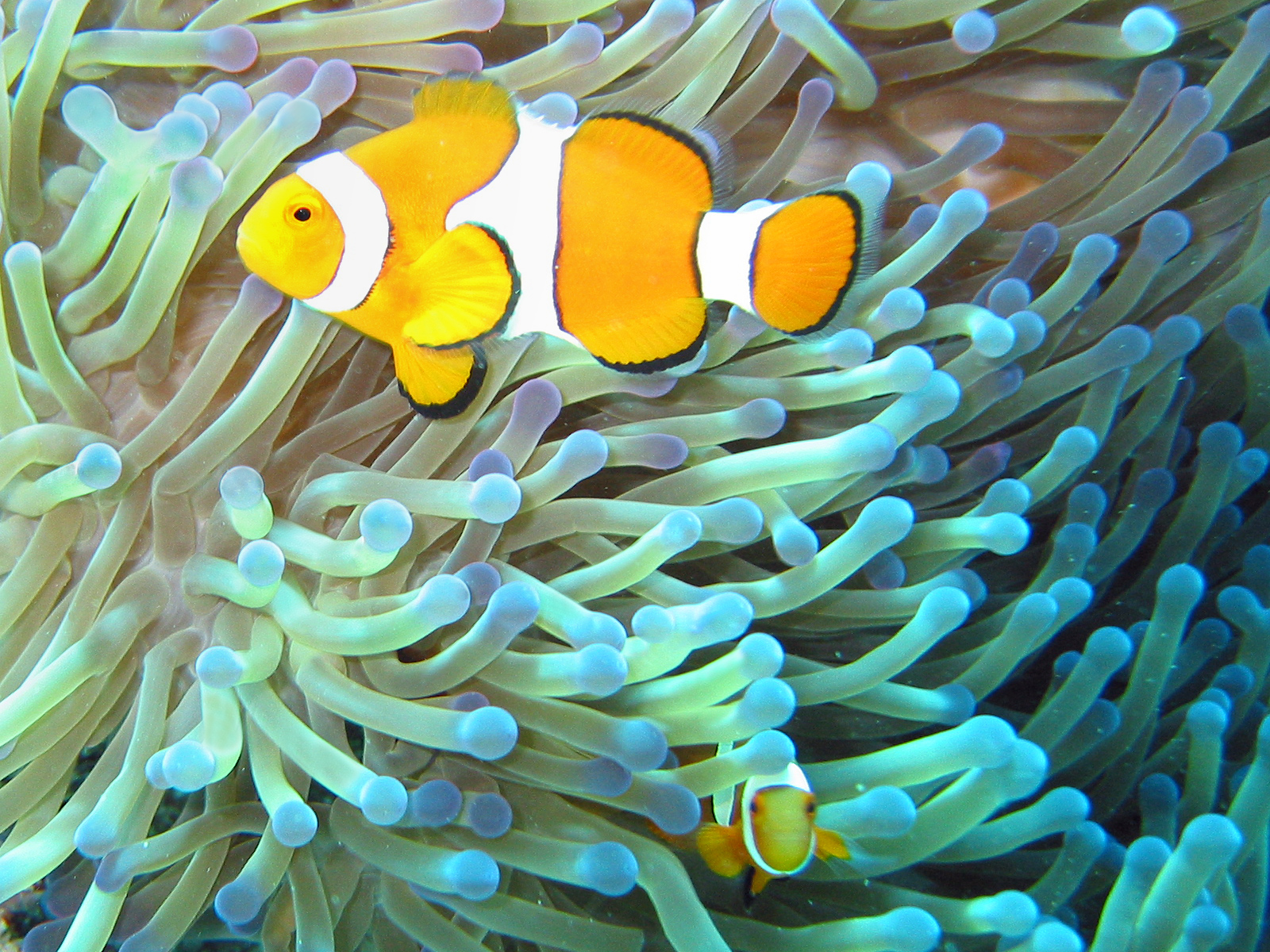
شقائق البحر الرائعة (Heteractis magnifica) على الحاجز المرجاني العظيم، مع سمكة المهرج سمكة المهرج الشائعة.

توجد مجموعة هائلة ومتنوعة من اللافقاريات البحرية في المياه الأسترالية، ويعتبر الحاجز المرجاني العظيم مصدراً هاماً لهذا التنوع. تشمل فصائل: الإسفنجيات أو حيوانات المسامية، واللاسعات (التي تشمل قناديل البحر، والمرجان، وشقائق البحر، وهلاميات المشط)، وشوكيات الجلد (التي تشمل قنافذ البحر، ونجم البحر، ونجم البحر الهش، وخيار البحر، ومحارات المصباح)، والرخويات (التي تشمل الحلزونات، والبزاقات، والبطلينوس، والسبيدج، والأخطبوط، والمحار القلبي، والمحار، والمحاريات الملزمية، والخيتون). تشمل اللافقاريات السامة زنبار البحر، والأخطبوط أزرق الحلقات، وعشرة أنواع من الحلز المخروطي، والتي يمكن أن تسبب فشلاً تنفسياً والوفاة لدى البشر. عادًة ما يسكن نجم البحر المكلل بالشوك الشعاب المرجانية بكثافة منخفضة. ومع ذلك، وفي ظل ظروف لم تُفهم جيداً بعد، يمكنها أن تتكاثر لتصل إلى كثافة سكانية غير مستدامة حيث تلتهم المرجان بمعدل أسرع من قدرته على التجدد. وهذا يمثل مشكلة خطيرة في إدارة الشعاب المرجانية. تشمل اللافقاريات البحرية الأخرى التي تسبب مشاكل مثل قنفذ البحر الأرجواني وقنفذ البحر الأبيض، وهما من الأنواع الأصلية، واللذان تمكنا من الاستيلاء على الموائل البحرية وتشكيل مناطق قاحلة من قنافذ البحر بسبب الإفراط في صيد الحيوانات المفترسة الطبيعية لهما والتي تشمل أذن البحر وجراد البحر الصخري. تشمل الآفات اللافقارية المُدخلة بلح البحر الآسيوي، وبلح البحر أخضر الشفاه النيوزيلندي، وبلح البحر أسود التخطيط، ونجم البحر الشمالي الهادئ، وكلها تزاح المحاريات المحلية.
توجد العديد من القشريات البحرية الفريدة في المياه الأسترالية. وأفضل طائفة معروفة، والتي تنتمي إليها جميع الأنواع الصالحة للأكل من القشريات، هي لينات الدرقة. وتعتبر المياه الدافئة في شمال أستراليا موطناً للعديد من أنواع قشريات عشاريات الأرجل، بما في ذلك السرطانات، وعديمات الذيل، والسرطان الناسك، وجراد البحر الشائك، والروبيان، وشجريات الغلاصم. أما القشريات الصغيرة (قشريات جرابية)، بما في ذلك البرمائيات البحرية (مزدوجات الأرجل) ومتساويات الأقدام، فهي أكثر تنوعاً في المياه الباردة في جنوب أستراليا. وتشمل المجموعات البحرية الأقل شهرة طوائف متشعبات الأرجل، ورأسيات الدرقة، وغلصميات الأرجل، وفكيات الأرجل (التي تشمل البرنقيلات، ومجدافيات الأرجل، وقمل السمك)، والصدفيات. وتشمل الأنواع البارزة سرطان البحر العملاق التسماني، وهو ثاني أكبر أنواع السرطانات في العالم، ويوجد في المياه العميقة، ويصل وزنه إلى 13 كيلوغراماً، وجراد البحر الشائك الأسترالي، مثل جراد البحر الصخري الغربي، والذي يختلف عن أنواع جراد البحر الأخرى بعدم أمتلاكه مخالب.

## الأنواع الدخيلة

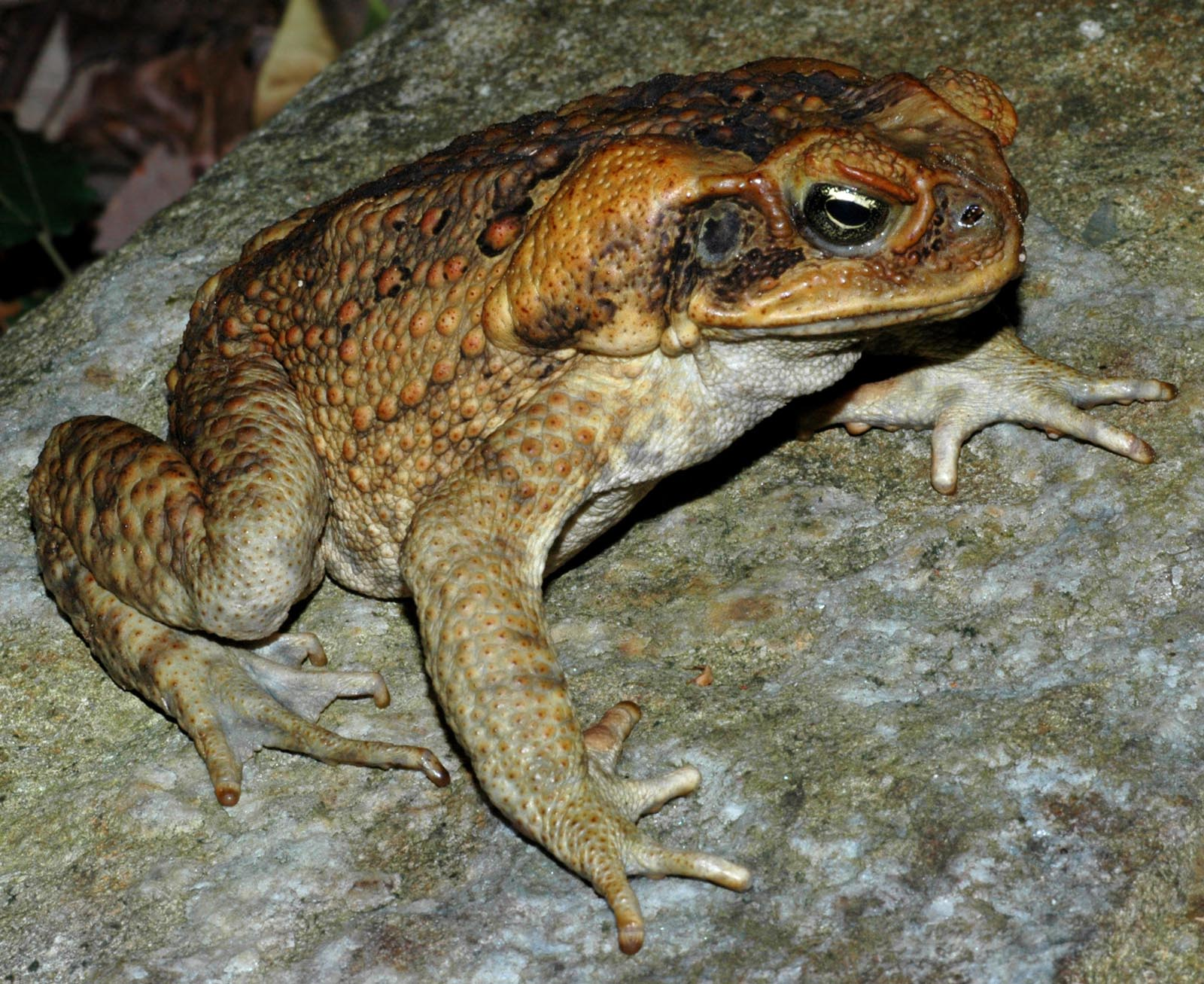
علجوم القصب السام

أدى إدخال حيوانات غريبة إلى أستراليا عن قصد أو عن طريق الخطأ أو العمليات الطبيعية إلى ظهور عدد كبير من الأنواع الغازية والمتوحشة والآفات التي ازدهرت وتؤثر الآن سلبًا على البيئة. تؤثر الكائنات الحية المُدخلة على البيئة بعدة طرق. تجعل الأرانب الأرض غير صالحة اقتصادياً عن طريق أكل كل شيء. تؤثر الثعالب الحمراء على الحيوانات المستوطنة المحلية عن طريق افتراسها بينما يقوم علجوم القصب بتسميم الحيوانات المفترسة عند أكله. ربما أُدخلت بعض براغيث الماء إلى أستراليا عن طريق البشر أو الطيور. تشمل الأنواع الغازية الأخرى الطيور (المينة الهندية)، والأسماك (الشبوط الشائع)، والحشرات (نمل النار الأحمر المستورد)، والرخويات (بلح البحر الآسيوي). تتفاقم المشكلة بسبب النباتات الغريبة الغازية بالإضافة إلى الأمراض والفطريات والطفيليات المُدخلة. مثال على ذلك الطحالب الخضراء المزرقة، التي تنتشر في العديد من المسطحات المائية في ريف فيكتوريا، مثل بحيرات جيبسلاند.
بُذلت جهود مكلفة وشاقة وتستغرقت وقتًا طويلاً للسيطرة على هذه الأنواع، ولكنها لم تحقق سوى نجاح ضئيل، ولا يزال هذا الأمر يشكل مشكلة رئيسية في الحفاظ على التنوع الحيوي في أستراليا.
العديد من الأنواع المدخلة لا تخضع لتنظيم خدمات الحياة البرية ويمكن صيدها بانتظام على مدار العام. بل إن بعض الولايات تمول مبادرات للصيد على الرغم من أن فعالية هذه البرامج محل خلاف.
وفقًا لتقرير صدر عام 2023 شارك في تأليفه عالم الأحياء تيم لو، فإن الأنواع الغازية هي السبب الرئيسي لانقراض الحيوانات الأسترالية الأصلية منذ الستينيات.

## التأثير البشري وطرق الحفظ
لأكثر من 40,000 عام، لعبت حيوانات أستراليا دورًا أساسيًا في أنماط الحياة التقليدية للسكان الأصليين الأستراليين، الذين اعتمدوا على العديد من الأنواع مصدر للغذاء والجلود. شملت الفقاريات التي أُصطيدت بشكل شائع الكناغر، والأبوسومات، والفقمات، والأسماك، وطائر النوء قصير الذيل، المعروف باسم طائر الضأن. وشملت اللافقاريات المستخدمة غذاءًا حشرات مثل عثة بوغونغ واليرقات التي تُسمى مُجتمعة يرقات ويتشيتي والرخويات. أدى استخدام أسلوب "زراعة العصا النارية"، حيث تُحرق مساحات واسعة من الأراضي الحرجية لتسهيل الصيد، إلى تحوير كل من النباتات والحيوانات - ويعتقد أنه هذا الأسلوب ساهم في انقراض الحيوانات العاشبة الكبيرة ذات النظام الغذائي المتخصص، مثل الطيور التي لا تطير من جنس طائر الفك. دور الصيد وتحوير المناظر الطبيعية من قبل السكان الأصليين في انقراض الحيوانات الضخمة الأسترالية محل نقاش ، لكنه يرجح بشكل متزايد فكرة أن البشر كانوا مسؤولين عن انقراض الحيوانات الضخمة.

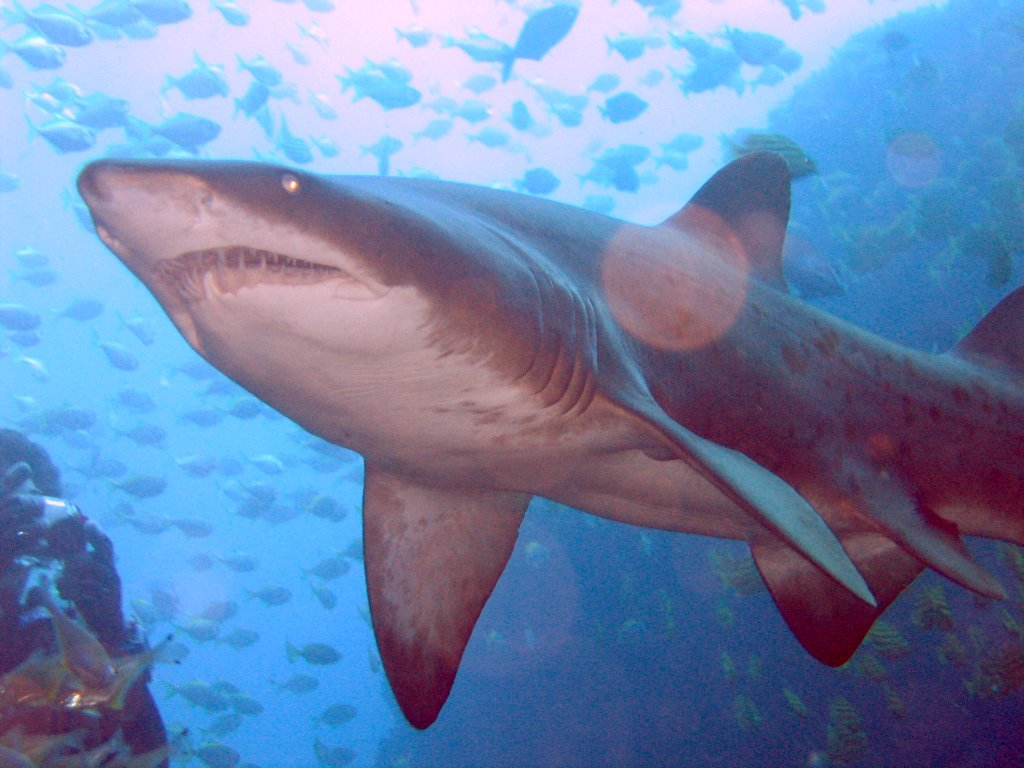
يُعتبر قرش الرمل الببري مُهددًا بالانقراض بشكل حرج على الساحل الشرقي الأسترالي.

على الرغم من التأثير الكبير للسكان الأصليين على أعداد الأنواع المحلية، إلا أن هذا يعتبر أقل أهمية من تأثير المستوطنين الأوروبيين، الذين كان تأثيرهم على المناظر الطبيعية واسع النطاق نسبيًا. منذ الاستيطان الأوروبي، أدى الاستغلال المباشر للحيوانات المحلية، وتدمير الموائل، وإدخال الحيوانات المفترسة الغريبة والحيوانات العاشبة المنافسة إلى انقراض حوالي 27 نوعًا من الثدييات، و23 نوعًا من الطيور، و4 أنواع من الضفادع. الكثير من حيوانات أستراليا محمي بموجب التشريعات. صدر القانون الفيدرالي لحماية البيئة والحفاظ على التنوع الحيوي في عام 1999 للوفاء بالتزامات أستراليا بصفتها موقعة على اتفاقية التنوع الحيوي في عام 1992. يحمي هذا القانون جميع الحيوانات المحلية وينص على تحديد وحماية الأنواع المهددة بالانقراض. يوجد في كل ولاية وإقليم قائمة قانونية بالأنواع المهددة بالانقراض. في الوقت الحاضر، صُنف 380 نوعًا حيوانيًا على أنها مهددة بالانقراض أو معرضة للخطر بموجب قانون حماية البيئة والحفاظ على التنوع الحيوي، وتُحمى أنواع أخرى بموجب تشريعات الولايات والأقاليم. على نطاق أوسع، أُجريت فهرسة كاملة لجميع الأنواع داخل أستراليا، وهي خطوة أساسية في الحفاظ على الحيوانات والتنوع الحيوي الأسترالي. في عام 1973، أنشأت الحكومة الفيدرالية هيئة دراسات الموارد الحيوية الأسترالية (ABRS)، التي تنسق الأبحاث في علم التصنيف، والتعريف، والترتيب، وتوزيع النباتات والحيوانات. تحتفظ هيئة دراسات الموارد الحيوية الأسترالية بقواعد بيانات مجانية عبر الإنترنت تفهرس الكثير من النباتات والحيوانات الأسترالية الموصوفة. تؤثر عوامل مثل وضع المصائد غير القانوني في الأنهار على حيوانات مثل خلد الماء الأسترالي، بالإضافة إلى نقص الوعي حيث يفقد ما متوسطه 2-5 أستراليين حياتهم كل عام بسبب ما يُفترض أنه مخلوق آمن. المفتاح هو فهم الحياة البري والحيوانات المتنوعة في أستراليا؛ ما يبدو آمنًا قد يكون مميتًا في كثير من الأحيان.
تُعد محمية الحياة البرية الأسترالية أكبر مالك خاص للأراضي المخصصة للحفظ في البلاد، وهي مُكرسة لحماية الأنواع المهددة بالانقراض عبر 4.8 مليون هكتار من الأراضي في أكثر المناطق شهرة مثل كيمبرلي، وكيب يورك، وبحيرة إير، والإقليم الشمالي. تعمل هذه المنظمة غير الربحية بجد لتجنب انقراض الأنواع المحلية المهددة بالانقراض في العديد من محميات الحياة البرية.
أستراليا عضو في الوكالة الدولية لصيد الحيتان وتعارض بشدة صيد الحيتان التجاري - جميع أنواع الحيتانيات محمية في المياه الأسترالية. أستراليا أيضًا موقعة على اتفاقية CITES وتحظر تصدير الأنواع المهددة بالانقراض. أُنشأت مناطق محمية في كل ولاية وإقليم لحماية والحفاظ على النظم البيئية الفريدة في البلاد. تشمل هذه المناطق المحمية الحدائق الوطنية والمحميات الأخرى، بالإضافة إلى 64 منطقة رطبة مسجلة بموجب اتفاقية رامسار و16 موقعًا للتراث العالمي. اعتبارًا من عام 2002، كانت 10.8% (774,619.51 كيلومتر مربع) من إجمالي مساحة أستراليا البرية تقع ضمن مناطق محمية. أُنشأت مناطق بحرية محمية في العديد من المناطق للحفاظ على التنوع الحيوي البحري؛ اعتبارًا من عام 2002، تغطي هذه المناطق حوالي 7% (646,000 كيلومتر مربع) من الولاية القضائية البحرية الأسترالية. يُدار الحاجز المرجاني العظيم من قبل هيئة المتنزه البحري للحاجز المرجاني العظيم بموجب تشريعات اتحادية وولائية محددة. بعض مصائد الأسماك الأسترالية تعاني بالفعل من الاستغلال المفرط، وحُددت حصص للصيد المستدام للعديد من الأنواع البحرية.
خلص تقرير حالة البيئية لعام 2001، الذي أعده باحثون مستقلون للحكومة الفيدرالية، إلى أن حالة البيئة والإدارة البيئية في أستراليا قد تدهورت منذ التقرير السابق في عام 1996. وفيما يتعلق بشكل خاص بالحفاظ على الحياة البرية، أشار التقرير إلى أن العديد من العمليات - مثل الملوحة، وتغير الظروف الهيدرولوجية، وإزالة الغابات، وتفتيت النظم البيئية، وسوء إدارة البيئة الساحلية، والأنواع الغازية - تشكل مشاكل كبيرة لحماية التنوع الحيوي في أستراليا.